# Dagmar Rosíková

František Voborský jako Dr. Falke a Dagmar Rosíková jako Rosalinda v operetě Netopýr

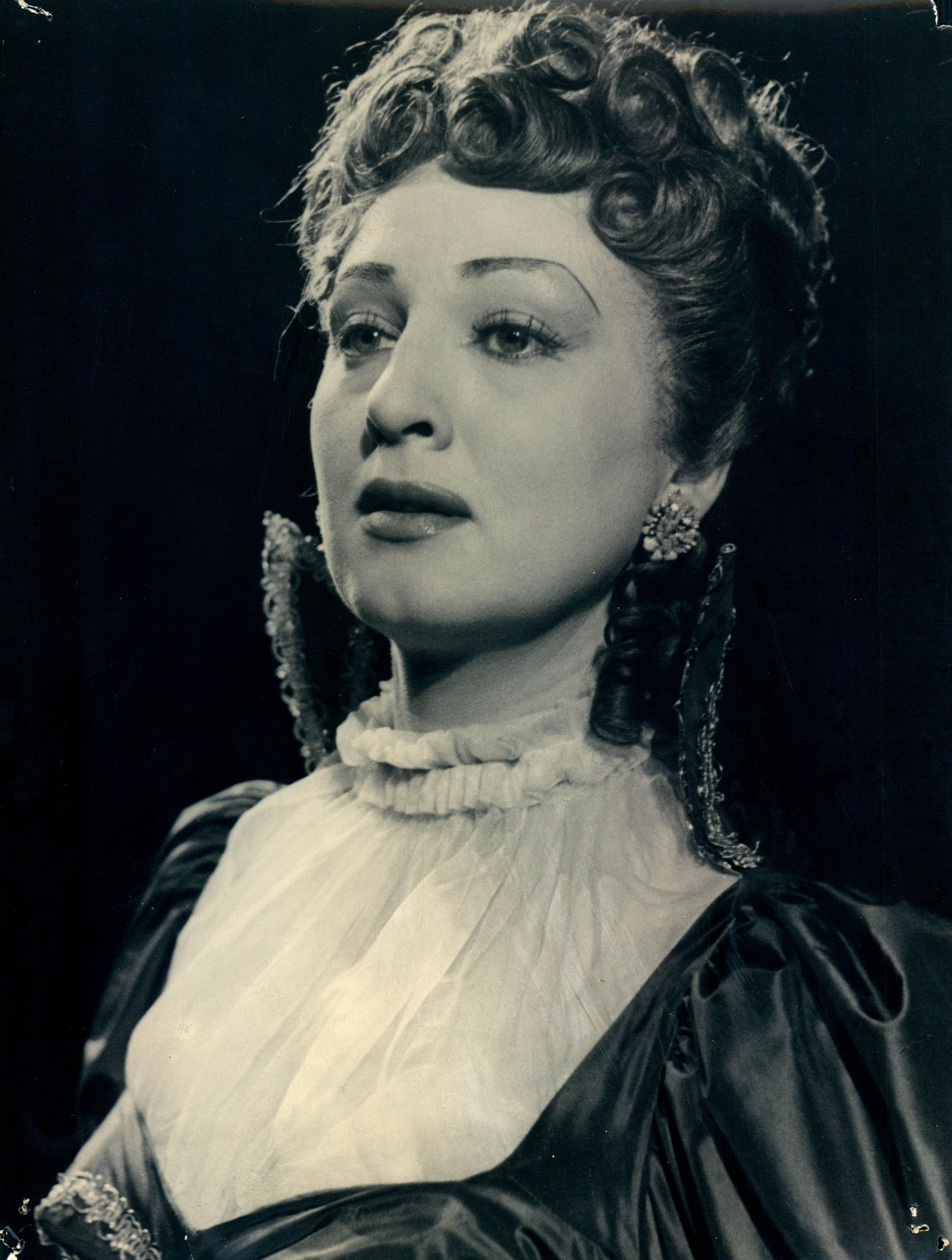
Dagmar Rosíková jako Laura v operetě Žebravý student

Dagmar Rosíková (4. října 1925 Ostrava – 8. ledna 2018 Praha) byla česká operní a operetní zpěvačka, sopranistka.

## Život
Narodila se v rodině bankovního úředníka. Uměnímilovní rodiče ji od dětských let vedli k hudbě. Po vážném úrazu ruky musela zanechat hry na klavír a školila se v sólovém zpěvu u Václava Ševčíka na Masarykově ústavu hudby v Ostravě. Po válce pokračovala ve studiu zpěvu na Pražské konzervatoři a soukromě u Louise Kadeřábka a Roberta Rosnera. Zároveň byla posluchačkou hudební vědy na Filozofické fakultě Univerzity Karlovy. Když se zastala pronásledovaného profesora Josefa Huttera, byla krátce před dokončením studia z fakulty vyloučena. Rehabilitace a udělení titulu doktorky filozofie se dočkala až po roce 1989. Dráhu operní zpěvačky nastoupila v roce 1952 v amatérském souboru Pražské zpěvohry. První stálé profesionální angažmá získala roku 1954 v Městském oblastním divadle v Kladně. Roku 1955 se stala v Praze sólistkou Státního (později Hudebního) divadla v Karlíně, kde setrvala do roku 2002. Kromě častého účinkování v Krušnohorském divadle v Teplicích a zájezdů s Pražskou zpěvohrou, Rakovnickou operou a s divadly v Kladně a v Karlíně hostovala v různých divadlech v Československu a v zahraničí ve Francii, Rumunsku, Německu, Rakousku a Japonsku. Mimo operu a operetu se věnovala koncertnímu zpěvu a duchovní hudbě v kostelích, což jí za komunismu ztěžovalo uměleckou kariéru. Zpívala s orchestry FOK a Čs. rozhlasu, Karlovarským symfonickým orchestrem, s Brixiho akademickým souborem, Pražským Hlaholem, se soubory Cantores Pragenses, Camerata nova di Praga, Canticum camerale aj. Na jevišti vytvořila 105 rolí ve 22 operách a v 60 operetách a muzikálech. Její koncertní repertoár obsahoval více než 60 oper, oratorií, kantát a dalších vokálních skladeb. V Supraphonu natočila tři desky, v rozhlase dvě opery a 17 operet, účinkovala v několika televizních přenosech a inscenacích operet. Roku 2005 získala od Herecké asociace cenu Senior Prix a v roce 2013 byla poctěna Cenou Thálie za celoživotní mistrovství.

## Umělecká činnost

### Operní role
- Adam: Postilion z Lonjumeau (Madeleine)
- Bizet: Carmen (Micaela)
- Blodek: V studni (Lidunka)
- Caldara: La concordia de’ pianeti (Diana)
- Čajkovskij: Evžen Oněgin (Taťána)
- Dvořák: Jakobín (Terinka), Rusalka (Rusalka)
- Lortzing: Zkouška na operu (Žaneta)
- Lully: Les Amants magnifiques (Nymfa)
- Mozart: La finta giardiniera (Sandrina), La finta semplice (Rosina)
- Nicolai: Veselé ženy windsorské (Paní Brodská)
- Rejcha: Sapho (Sapho)
- Rossini: Lazebník sevillský (Rosina)
- Smetana: Dalibor (Jitka), Dvě vdovy (Karolina), Hubička (Barče, Vendulka), Prodaná nevěsta (Mařenka), Tajemství (Blaženka)
- Škroup: Dráteník (Růžena)
- Vecchi: L'Amfiparnaso (Hortensia)
- Verdi: La traviata (Violetta)

### Operetní a muzikálové role (výběr)
- Bernstein: West Side Story (Madame Lucie)
- Berté: Dům u tří děvčátek (Tschöllová)
- Brabec: Zvonokosy (Paní Cizrníková)
- Burghard: Ohňostroj (Berta, Líza)
- Dunajevskij: Bílý akát (Serafina Korabljovová), Volný vítr (Stella)
- J. J. Fiala: Počestné paní pardubické (Alena)
- J. F. Fischer: Trhani (Pantafírka)
- Friml: Král tuláků (Kateřina de Vausselles), Rose Marie (Ethel Brander), Španělská vyzvědačka (Nina Maria, Marie Luisa Parmská)
- Herman: Hello, Dolly! (Roseová)
- Hervé: Mam'zelle Nitouche (Denisa)
- Heuberger: Ples v opeře (Angela Aubierová, Palmira)
- Ježek: Golem (Stradová)
- Kalaš: Mlynářka z Granady (Hostinská)
- Kálmán: Čardášová princezna (Sylva, Cilka, Marie-Luisa), Hraběnka Marica (Hraběnka Marica, Eržika)
- Lehár: Hrabě Luxemburg (Angele), Paganini (Anna Elisa, Laplace), Veselá vdova (Valencie, Elektra, Praskovja), Země úsměvů (Líza, Evelyna)
- Loewe: My Fair Lady (Eynsford-Hillová, Higginsová)
- Millöcker: Žebravý student (Laura)
- Nedbal: Polská krev (Helena, Wanda, Jadwiga, Draganská), Vinobraní (Julja Rella, Sofie)
- Offenbach: Bandité (Princezna granadská), Dva slepci (Paní), Fortuniova píseň (Marie, Hortensie), Krásná Helena (Helena), Orfeus v podsvětí (Euridika)
- Piskáček: Slovácká princezna (Postilionka), Tulák John (Bella)
- Planquette: Cornevillské zvonky (Serpoletta)
- Styne: Funny Girl (Paní Strakoschová)
- Strauss: Cikánský baron (Žofka, Arsena, Mirabella), Netopýr (Adéla, Rosalinda), Tisíc a jedna noc (Lejla), Vídeňská krev (Princezna Nunuka)
- Sullivan: Gondoliéři (Gianetta)
- Suppé: Boccaccio (Beatrice), Krásná Galatea (Dosia)
- Šamberk: Podskalák (Krescencie)
- Ščerbačev: Tabákový kapitán (Germaine de Coursi)
- Šostakovič: Moskva-Střemšinky (Máša)
- Vipler: Bílý oficír (Hraběnka Susan)
- Zeller: Ptáčník (Kněžna Marie)

### Koncertní repertoár (výběr)
- Beethoven: IX. symfonie (sopránové sólo), Kristus na hoře olivetské, Mše C dur
- F. X. Brixi: Missa in D
- Černohorský: Regina coeli, Vesperae minus solennes
- Dvořák: Mše D dur, Stabat mater, Te Deum
- Eben: Balady (O svatých hříšnících)
- Fibich: Meluzína
- Händel: Mesiáš, Slavnost Alexandrova
- Hanuš: Země mluví
- Haydn: Čtvero ročních dob, Missa Cellensis (Mariazellermesse), Missa in tempore belli (Paukenmesse), Missa in angustiis, (Nelsonmesse), Theresienmesse
- Hek: Missa pastoralis
- Hurník: Maryka
- V. J. Kopřiva: Offertorium ex D De sancto Joanne Baptista „Vox clamantis in deserto“ , Regina coeli
- Křička: České jesličky (Panna Maria)
- Linek: Requiem
- Liszt: Svatá Alžběta (Alžběta)
- Martinů: Kytice
- Michna: Loutna česká, Missa Sancti Wenceslai, Te Deum
- Mozart: Alleluja, Korunovační mše, Requiem
- V. Novák: Svatební košile
- Oehlschlägel: Missa pastoralis in D, Operetta pastoritia (Duše)
- Pepusch: Corydon
- Pergolesi: Stabat mater
- Purcell: Song "How pleasant is this flowery plain"
- Rachmaninov: Aleko (Zemfira)
- Rossini: Stabat mater, Vilém Tell (Matylda)
- Ryba: Česká mše vánoční
- Saint-Saëns: Potopa
- Schubert: Mše č. 3 B dur
- Schumann: Ráj a Peri
- Sviridov: Patetické oratorium
- Telemann: Der Weiberorden
- Tolar: Missa sopra la bergamasca
- Tomášek: Korunovační mše
- Vejvanovský: Missa florida
- Verdi: Ernani (Elvíra), Nabucco (Abigail)
- Vivaldi: Gloria, Magnificat
- Zelenka: Missa purificationis, Sub olea pacis: Melodrama de Sancto Wenceslao